# Salcedia lukulua
Salcedia lukulua (лат.) — вид жуков-жужелиц из подсемейства скариты (Scaritinae, триба Salcediini).

## Распространение
Африка, Демократическая Республика Конго, Lukulu (Katanga).

## Описание
Мелкие жужелицы. Длина тела около 3 мм, ширина около 1 мм. От близких видов отличается мелкими размерами, удлиненным овальным контуром надкрыльев с максимальной шириной в середине и переднеспинкой с тремя дополнительными валиками с изолированным внутренним боковым валиком. Псевдохумерус тупоугольный и не зубчатый. От схожего вида Salcedia perrieri отличается выпуклым контуром надкрыльев без зубца у псевдохумеруса, а переднеспинка с задней боковой частью основания отчетливо похожа на крыло, сзади с отчетливой выемкой между крылом и центральной частью основания. Тело овальное удлинённое, основная окраска серая и землистая. Голова и переднеспинка вентрально с каналом для вложения усиков. Переднеспинка с двумя заметно приподнятыми продольными килями посередине. Надкрылья с несколькими продольными острыми килями. Голени килевидные. Голова, переднеспинка и задняя часть тела плотно и точно соединяются в положении покоя, защищая межсегментные связи.

## Таксономия
Вид был впервые описан в 2020 году швейцарским колеоптерологом Michael Balkenohl (Naturhistorisches Museum Bern, Берн, Швейцария). Видовое название дано по месту обнаружения в регионе реки Lukulu  (Танзания).